# 釧路市民生活協同組合
釧路市民生活協同組合（くしろしみんせいかつきょうどうくみあい）は、北海道釧路市と釧路郡釧路町、白糠郡白糠町にかつて存在した生活協同組合。

## 概要
労働組合により設立された太平洋炭砿生活協同組合および太平洋炭砿が起業した商業施設スーパーチェーン タイヘイヨーが1954年に合併して誕生。当初は同社とかかわりが深かった釧路市東部を中心に事業展開された。
その後、1964年に太平洋生活協同組合、1971年に釧路生活協同組合、1978年に釧路市民生活協同組合へと名称変更している。
一時期は釧路市中部や釧路町、白糠町にも事業展開していたが、後述する理由により、1996年1月に和議適用を申請して経営破綻。
その後はコープさっぽろとの事業統合（企業で言うところの合併）を視野に、一部店舗閉鎖などで再建を進めたが、2003年9月にコープさっぽろへ事業統合されて幕を下ろす。

## 経営破綻した経緯
元々当生協は太平洋炭砿とかかわりが深かった釧路市東部を中心に事業展開、後に先述した釧路市中部や釧路町、白糠町にも進出したが、
1. 一時期は2桁数店舗を保有するなど、事業拡大過剰により赤字店舗を乱発させたこと。
2. 1980年代になって外来資本郊外型大手大型スーパーが多数進出、競争激化に勝てなかったこと。

以上の理由から、1996年1月に和議適用を申請して経営破綻した。

### 経営破綻後に発覚した問題
- 組合債乱発
  - 生活協同組合（いわゆる生協）は、組合員から借金をすることが出来る。これは「組合債」（企業でいう社債、行政でいう公債）という形で行われ、お金が必要になった際に募集を行い、一定期間後に償還することになっている。ところが、当生協は組合債を乱発していたという。
  - 元々生協は金融機関からの融資も受けることが出来るが、当生協はその融資の割合を極力控える運営を行っていたためにこのような結果を招いた。そのため、太平洋炭砿など、地元企業の退職者を中心に退職金を全額出資するなど、1000万円単位の組合債を持っていた組合員もいたことから、再建策策定に当たっての債権放棄（事実上没収）に納得せず、裁判に持ち込まれるケースが発生し、一時期組合債に対する信用が低下した。
- 粉飾決算
  - 先述・事業拡大過剰による赤字店舗乱発と1980年代からの郊外型大手大型スーパー多数進出によって大変苦しい経営を強いられていた当生協は、何とか経営を好転させようと苦し紛れに粉飾決算を行うようになった。そのため、最終的な負債額は和議適用申請時の負債の10倍以上にまで膨れ上がった。
  - 先述のような組合債乱発に至ったのは、この粉飾決算が遠因と言われており、役員を告発しようとする動きも出た。しかし、最終的には刑事責任を問われることには至らなかった。これはもし告発すればそこに至った内容が分かったのかもしれないが、今後和議適用が認められなくなり、破産に移行されることを回避するためだったと言われている[注 1]。とはいえ、一時期他地域生協での組合員脱退の動きにまでつながり、生協活動が低迷するにまで至った。

## 沿革
- 1954年 - 太平洋炭砿生活協同組合設立。
- 1996年1月 - 和議適用を申請して経営破綻。
- 2003年9月 - コープさっぽろへ事業統合して解散。

## 店舗

### コープさっぽろに引き継がれた店舗

#### 健在
- 二代目桜ヶ岡本店 兼 本部（釧路市桜ヶ岡4丁目2-22）グーグル・ストリートビュー画像（二代目桜ヶ岡本店（北東側入り口））、グーグル・ストリートビュー画像（二代目桜ヶ岡本店（南西側入り口）） - 2階建て傾斜建築物。初代（当初の屋号は「COOP 太平洋炭礦生活協同組合 くみあいマーケット桜ヶ丘支店」[1]）は平屋構造で市場の様な対面販売方式であり、近隣（晴海通り沿い。グーグル・ストリートビュー画像（初代桜ヶ岡本店跡地））に立地。1970年代半ば頃に現在の二代目店舗への移転となり、半年間程設けられた移転期間の間は富士見坂桜ヶ岡通り沿い（グーグル・ストリートビュー画像（桜ヶ岡本店（臨時店舗）入居建物（現在は進学塾あすなろ会春採教室が入居））に臨時店舗を構えていた。
- 曙店（釧路郡釧路町曙3丁目11-1）
- 中央店（二代目店舗：春採7丁目10-2） - 先代（初代）店舗は釧路市武佐1丁目[2]（貝塚通り南端および久寿里橋通りに接している。初代中央店（健在時）画像、グーグル・ストリートビュー画像（旧初代中央店入居建物（現在は1Fフロアを大改装し、コープさっぽろ配送センターが入居））。2009年に近隣地である現在地に移転。総床面積は移転前に比べ縮小（敷地面積は若干拡大）している（屋上駐車場付き2階建て建築から平屋建築に移行）。

#### のちに閉店
- 春採店（釧路市春採4丁目9-12） - 前述の中央店二代目店舗住所と同じ「春採」立地店舗だが、中間にひぶな坂と春採湖畔を挟み、直線距離で約1km程（使用車道総距離だと約1.5km）離れていた（高低差も約60m程あり）。2023年10月末に閉店（2024年2月22日にサンドラッグ春採店として開店）。先代（初代）店舗は小路を隔てた西側（釧路市春採4丁目6-14。釧路望洋郵便局隣接地 グーグル・ストリートビュー画像（初代春採店跡地））に立地していたが、釧路市民生協時代の内に約10年間程、長期閉店していた。

- 富士見店（釧路市富士見3丁目） - 屋上駐車場付き2階建て建築。2007年に閉店し、建物も解体（2010年、ツルハドラッグが新築出店）。健在時の富士見店 画像、グーグル・ストリートビュー画像（旧富士見店跡地（現ツルハ富士見店））
- 弥生店（釧路市弥生1丁目） - コープさっぽろに引き継がれた唯一の小規模店舗だったが、2006年に閉店。
- ピオレ白糠店（白糠郡白糠町西1条南3丁目） - 1993年（平成5年）に開店。コープさっぽろに統合後は白糠店に店名変更。2階建て建築。2021年（令和3年）12月31日に閉店も、2022年5月にツルハドラッグが出店。

### 閉店した店舗
- 愛国店（釧路市愛国東1丁目10番1号） - 建物解体・更地後、フクハラ愛国店が新築移転。
- 二代目晴海店（釧路市興津4丁目）グーグル・ストリートビュー画像（旧二代目晴海店跡地） - （旧釧路市民生協時代である）1984年頃までの初代晴海店立地場所（移転後、建物は改築され、釧路ヤクルト販売 晴海台センターが入居）は南方向へ約300m先（グーグル・ストリートビュー画像（旧初代晴海店建物（現釧路ヤクルト販売 晴海台センター）））。
- 白樺店（釧路市白樺台1丁目）
- 新川店（釧路市新川町）
- 益浦店（釧路市益浦1丁目）
- 緑ヶ岡店（釧路市緑ヶ岡2丁目） - （間にJR北海道根室本線線路を挟み）現コープさっぽろ貝塚店（旧ダイエー・ハイパーマート釧路店）との直線距離約400m離れた位置に立地していた。
- 武佐店（釧路市武佐4丁目） - 一時期コンビニエンスストアローソンが出店。
- 興津店(釧路市興津1丁目） - 閉店後に建物は解体され、跡地に旧わたなべ歯科医院が新築開院（現在は閉院）グーグル・ストリートビュー画像（旧興津店跡地および旧わたなべ歯科医院）。